# Wereldkampioenschap voetbal 1986
Het FIFA wereldkampioenschap voetbal 1986 was de dertiende editie van een internationaal voetbaltoernooi tussen de nationale mannenteams van landen die aangesloten zijn bij de FIFA. De eindronde van het evenement vond plaats in Mexico. Het kampioenschap werd gewonnen door Argentinië, dat in de finale West-Duitsland versloeg. Diego Maradona was de opvallendste speler.
Het toernooi zou oorspronkelijk door Colombia georganiseerd worden, zo had de FIFA in 1974 beslist, maar dit land gaf eind 1982 de FIFA te kennen, dit niet aan te kunnen. Op 20 mei 1983 werd Mexico verkozen boven de andere gegadigden: de Verenigde Staten - die in 1994 alsnog aan de beurt kwamen - en Canada. Mexico werd zo het eerste land dat tweemaal de eindronde organiseerde, slechts 16 jaar na hun eerste organisatie in 1970.
Een ernstige aardbeving in september 1985, acht maanden voor de start van het toernooi, leidde tot twijfel over doorgang van het evenement. De stadions waren echter niet beschadigd en er werd beslist om verder te gaan met de voorbereidingen.

## Kwalificatie
| FIFA-lid       | Confederatie | Kwalificatie        | Aantal dln. (incl. 1986) | Dln. op rij | Eerste dln. | Laatste dln. | Titels (excl. 1986) | Beste prestatie |
| -------------- | ------------ | ------------------- | ------------------------ | ----------- | ----------- | ------------ | ------------------- | --------------- |
| Algerije       | CAF          | Finaleronde         | 2e                       | 2           | 1982        | 1982         | 0                   | Groepsfase      |
| Marokko        | CAF          | Finaleronde         | 2e                       | 1           | 1970        | 1970         | 0                   | Groepsfase      |
| Irak           | AFC          | Winnaar Zone A      | 1e                       | 1           | n.v.t.      | n.v.t.       | n.v.t.              | n.v.t.          |
| Zuid-Korea     | AFC          | Winnaar Zone B      | 2e                       | 1           | 1954        | 1954         | 0                   | Groepsfase      |
| Italië (t)     | UEFA         | Titelverdediger     | 11e                      | 7           | 1934        | 1982         | 3                   | Winnaar         |
| Polen          | UEFA         | Winnaar groep 1     | 5e                       | 4           | 1938        | 1982         | 0                   | Derde           |
| West-Duitsland | UEFA         | Winnaar groep 2     | 11e                      | 9           | 1934        | 1982         | 2                   | Winnaar         |
| Portugal       | UEFA         | Tweede groep 2      | 2e                       | 1           | 1966        | 1966         | 0                   | Derde           |
| Engeland       | UEFA         | Winnaar groep 3     | 8e                       | 2           | 1950        | 1982         | 1                   | Winnaar         |
| Noord-Ierland  | UEFA         | Tweede groep 3      | 3e                       | 2           | 1958        | 1982         | 0                   | Kwartfinale     |
| Frankrijk      | UEFA         | Winnaar groep 4     | 9e                       | 3           | 1930        | 1982         | 0                   | Derde           |
| Bulgarije      | UEFA         | Tweede groep 4      | 5e                       | 1           | 1962        | 1974         | 0                   | Groepsfase      |
| Hongarije      | UEFA         | Winnaar groep 5     | 9e                       | 3           | 1934        | 1982         | 0                   | Tweede          |
| Denemarken     | UEFA         | Winnaar groep 6     | 1e                       | 1           | n.v.t.      | n.v.t.       | n.v.t.              | n.v.t.          |
| Sovjet-Unie    | UEFA         | Tweede groep 6      | 6e                       | 2           | 1958        | 1982         | 0                   | Vierde          |
| Spanje         | UEFA         | Winnaar groep 7     | 7e                       | 3           | 1934        | 1982         | 0                   | Vierde          |
| België         | UEFA         | Winnaar play-off    | 7e                       | 2           | 1930        | 1982         | 0                   | Tweede ronde    |
| Schotland      | UEFA         | play-off (UEFA–OFC) | 6e                       | 4           | 1954        | 1982         | 0                   | Groepsfase      |
| Mexico (g)     | CONCACAF     | gastland            | 9e                       | 1           | 1930        | 1978         | 0                   | Kwartfinale     |
| Canada         | CONCACAF     | Eerste finalegroep  | 1e                       | 1           | n.v.t.      | n.v.t.       | n.v.t.              | n.v.t.          |
| Argentinië     | CONMEBOL     | Winnaar groep 1     | 9e                       | 4           | 1930        | 1982         | 1                   | Wereldkampioen  |
| Uruguay        | CONMEBOL     | Winnaar groep 2     | 8e                       | 1           | 1930        | 1974         | 2                   | Wereldkampioen  |
| Brazilië       | CONMEBOL     | Winnaar groep 3     | 13e                      | 13          | 1930        | 1982         | 3                   | Wereldkampioen  |
| Paraguay       | CONMEBOL     | Winnaar play-off    | 4e                       | 1           | 1930        | 1958         | 0                   | Groepsfase      |

## Groepen
| Groep A                                | Groep B                     | Groep C                                | Groep D                                | Groep E                                     | Groep F                         |
| -------------------------------------- | --------------------------- | -------------------------------------- | -------------------------------------- | ------------------------------------------- | ------------------------------- |
| Argentinië Bulgarije Italië Zuid-Korea | België Irak Mexico Paraguay | Canada Frankrijk Hongarije Sovjet-Unie | Algerije Brazilië Noord-Ierland Spanje | Denemarken Schotland Uruguay West-Duitsland | Engeland Marokko Polen Portugal |

## Speelsteden
| Mexico-Stad | Mexico-Stad                                       | San Nicolás de los Garza                 | León                                          |
| --- | ------------------------------------------------- | ---------------------------------------- | --------------------------------------------- |
| Aztekenstadion Capaciteit: 114.600                                                                                            | Estadio Olímpico Universitario Capaciteit: 72.000 | Estadio Universitario Capaciteit: 44.000 | Estadio Nou Camp Capaciteit: 35.000           |
| |                                                   |                                          |                                               |
| Guadalajara | Zapopan                                           | Monterrey                                | Irapuato                                      |
| Estadio Jalisco Capaciteit: 66.000                                                                                            | Estadio Tres de Marzo Capaciteit: 30.000          | Estadio Tecnológico Capaciteit: 38.000   | Estadio Sergio León Chávez Capaciteit: 32.000 |
| |                                                   |                                          |                                               |
| Puebla | Toluca                                            | Nezahualcóyotl                           | Querétaro                                     |
| Estadio Cuauhtémoc Capaciteit: 46.000                                                                                         | Estadio Nemesio Díez Capaciteit: 30.000           | Estadio Neza 86 Capaciteit: 35.000       | Estadio La Corregidora Capaciteit: 40.785     |
| |                                                   |                                          |                                               |
| · Mexico-Stad Monterrey · San Nicolás de los Garza Guadalajara · Zapopan Puebla Toluca León Irapuato Querétaro Nezahualcóyotl |                                                   |                                          |                                               |

## Scheidsrechters
| Naam                    | Duels | Kreeg geel | Kreeg voor de tweede keer geel en dus rood | Weggestuurd |
| ----------------------- | ----- | ---------- | ------------------------------------------ | ----------- |
| Luigi Agnolin           | 3     | 9          | 0                                          | 0           |
| Romualdo Arppi Filho    | 3     | 11         | 0                                          | 0           |
| Jamal Al Sharif         | 2     | 5          | 0                                          | 1           |
| Ali Bin Nasser          | 2     | 4          | 0                                          | 0           |
| George Courtney         | 2     | 6          | 0                                          | 0           |
| Jesús Díaz              | 2     | 14         | 0                                          | 3           |
| Carlos Esposito         | 2     | 6          | 0                                          | 0           |
| Erik Fredriksson        | 2     | 4          | 0                                          | 0           |
| Ioan Igna               | 2     | 3          | 0                                          | 0           |
| Jan Keizer              | 2     | 7          | 0                                          | 0           |
| Siegfried Kirschen      | 2     | 5          | 0                                          | 0           |
| Antonio Márquez Ramírez | 2     | 5          | 0                                          | 1           |
| Volker Roth             | 2     | 8          | 0                                          | 0           |
| Fallaj Al Shanar        | 1     | 3          | 0                                          | 0           |
| Chris Bambridge         | 1     | 2          | 0                                          | 0           |
| Horst Brummeier         | 1     | 1          | 0                                          | 0           |
| Valeri Boetenko         | 1     | 4          | 0                                          | 0           |
| Vojtech Christov        | 1     | 2          | 0                                          | 0           |
| André Daina             | 1     | 1          | 0                                          | 0           |
| Bogdan Dotsjev          | 1     | 2          | 0                                          | 0           |
| Gabriel González        | 1     | 4          | 0                                          | 1           |
| José Martinez Bazan     | 1     | 1          | 0                                          | 0           |
| Rómulo Méndez           | 1     | 0          | 0                                          | 0           |
| Lajos Nemeth            | 1     | 1          | 0                                          | 0           |
| Edwin Picon-Ackong      | 1     | 2          | 0                                          | 0           |
| Alexis Ponnet           | 1     | 3          | 0                                          | 1           |
| Joël Quiniou            | 1     | 5          | 0                                          | 1           |
| Arminio Sánchez         | 1     | 2          | 0                                          | 0           |
| Hernán Silva            | 1     | 0          | 0                                          | 0           |
| Alan Snoddy             | 1     | 0          | 0                                          | 0           |
| David Socha             | 1     | 4          | 0                                          | 0           |
| Shizuo Takada           | 1     | 2          | 0                                          | 0           |
| Idrissa Traoré          | 1     | 0          | 0                                          | 0           |
| Berny Ulloa             | 1     | 1          | 0                                          | 0           |
| Carlos Valente          | 1     | 2          | 0                                          | 0           |
| Totaal                  | 50    | 129        | 0                                          | 8           |

## Groepsfase

### Groep A
Diego Maradona begon het WK zoals het vorige WK eindigde: met geweld. Zuid-Korea gebruikte alle fysieke middelen om Maradona af te stoppen, maar hij was in tegenstelling tot 1982 ongrijpbaar. Hij leverde twee assists, Jorge Valdano van Real Madrid scoorde twee keer voor Argentinië. Ook in de overige groepswedstrijden was Maradona onnavolgbaar, hij scoorde de gelijkmaker tegen Italië met een subtiele voetbeweging en leverde tegen Bulgarije opnieuw een voorzet, waaruit gescoord werd (2-0 dankzij Jorge Burruchaga). Met een Maradona in deze vorm werd Argentinië genoemd als een van de favorieten.
Italië kwam net als in 1982 moeizaam op gang en won alleen de laatste groepswedstrijd tegen Zuid-Korea: 3-2 dankzij twee doelpunten van Alessandro Altobelli, die ervoor zorgde, dat de held van 1982 Paolo Rossi op de bank bleef zitten. Altobelli scoorde vier doelpunten in de voorronde en miste ook nog een strafschop tegen de Koreanen. Ook Bulgarije plaatste zich voor de volgende ronde, maar maakte geen indruk: de gelijke spelen tegen Italië en Zuid-Korea waren gelukkig. Zuid-Korea maakte een enthousiaste indruk, maar hun naïeve manier van verdedigen brak ze op. Het opvallendste van de wedstrijd Zuid tegen Korea-Bulgarije was een wolkbreuk in de tweede helft, waardoor normaal spel onmogelijk was.
| Land       | Wed | Win | Gel | Ver | DV | DT | +/− | Pnt |
| ---------- | --- | --- | --- | --- | -- | -- | --- | --- |
| Argentinië | 3   | 2   | 1   | 0   | 6  | 2  | +4  | 5   |
| Italië     | 3   | 1   | 2   | 0   | 5  | 4  | +1  | 4   |
| Bulgarije¹ | 3   | 0   | 2   | 1   | 2  | 4  | –2  | 2   |
| Zuid-Korea | 3   | 0   | 1   | 2   | 4  | 7  | –3  | 1   |

|                                              |             |                        |               |                                                                                         |
| 31 mei 1986 «onderlinge duels» 12:00 (UTC−6) | Bulgarije   | 1 – 1                  | Italië        | Aztekenstadion, Mexico-Stad Toeschouwers: 96.000 Scheidsrechter: Erik Fredriksson (SWE) |
| 31 mei 1986 «onderlinge duels» 12:00 (UTC−6) | Sirakov 85' | verslag (FIFA) verslag | 43' Altobelli | Aztekenstadion, Mexico-Stad Toeschouwers: 96.000 Scheidsrechter: Erik Fredriksson (SWE) |

|                                              |                             |                        |                    | |
| 2 juni 1986 «onderlinge duels» 12:00 (UTC−6) | Argentinië                  | 3 – 1                  | Zuid-Korea         | Estadio Olímpico Universitario, Mexico-Stad Toeschouwers: 60.000 Scheidsrechter: Arminio Sánchez (ESP) |
| 2 juni 1986 «onderlinge duels» 12:00 (UTC−6) | Valdano 6', 46' Ruggeri 18' | verslag (FIFA) verslag | 73' Park Chang-Sun | Estadio Olímpico Universitario, Mexico-Stad Toeschouwers: 60.000 Scheidsrechter: Arminio Sánchez (ESP) |

|                                              |                     |                        |              |                                                                                  |
| 5 juni 1986 «onderlinge duels» 12:00 (UTC−6) | Italië              | 1 – 1                  | Argentinië   | Estadio Cuauhtémoc, Puebla Toeschouwers: 32.000 Scheidsrechter: Jan Keizer (NED) |
| 5 juni 1986 «onderlinge duels» 12:00 (UTC−6) | Altobelli 6' (pen.) | verslag (FIFA) verslag | 34' Maradona | Estadio Cuauhtémoc, Puebla Toeschouwers: 32.000 Scheidsrechter: Jan Keizer (NED) |

|                                              |                  |                        |           | |
| 5 juni 1986 «onderlinge duels» 16:00 (UTC−6) | Zuid-Korea       | 1 – 1                  | Bulgarije | Estadio Olímpico Universitario, Mexico-Stad Toeschouwers: 45.000 Scheidsrechter: Fallaj Al Shanar (KSA) |
| 5 juni 1986 «onderlinge duels» 16:00 (UTC−6) | Kim Jong-Boo 70' | verslag (FIFA) verslag | 11' Getov | Estadio Olímpico Universitario, Mexico-Stad Toeschouwers: 45.000 Scheidsrechter: Fallaj Al Shanar (KSA) |

|                                               |                                   |                        |                                             |                                                                                   |
| 10 juni 1986 «onderlinge duels» 12:00 (UTC−6) | Zuid-Korea                        | 2 – 3                  | Italië                                      | Estadio Cuauhtémoc, Puebla Toeschouwers: 20.000 Scheidsrechter: David Socha (USA) |
| 10 juni 1986 «onderlinge duels» 12:00 (UTC−6) | Choi Soon-Ho 62' Huh Jung-moo 83' | verslag (FIFA) verslag | 17', 73' Altobelli 82' (e.d.) Cho Kwang-Rae | Estadio Cuauhtémoc, Puebla Toeschouwers: 20.000 Scheidsrechter: David Socha (USA) |

|                                               |                           |                        |           | |
| 10 juni 1986 «onderlinge duels» 12:00 (UTC−6) | Argentinië                | 2 – 0                  | Bulgarije | Estadio Olímpico Universitario, Mexico-Stad Toeschouwers: 65.000 Scheidsrechter: Berny Ulloa Morera (CRC) |
| 10 juni 1986 «onderlinge duels» 12:00 (UTC−6) | Valdano 3' Burruchaga 76' | verslag (FIFA) verslag |           | Estadio Olímpico Universitario, Mexico-Stad Toeschouwers: 65.000 Scheidsrechter: Berny Ulloa Morera (CRC) |

### Groep B
Net als in 1970 had Mexico geen geweldig elftal, maar het fanatieke publiek in het Aztekenstadion was een groot voordeel. Van spits Hugo Sánchez werden wonderen verwacht, maar hij kon de druk niet aan. De spits van Real Madrid blonk uit door theatraal gedrag, hij ontving al snel twee gele kaarten en miste tegen Paraguay een strafschop. Hij scoorde wel het winnende doelpunt tegen België, een intikker. Verdediger Quirarte maakte twee doelpunten, doelman Larios maakte een onzekere indruk. Paraguay maakte de meeste indruk in deze groep, het speelde met temperament en aanvalsdrift, de Zuid-Amerikaanse voetballer van het jaar Romero scoorde twee doelpunten. Irak verloor alle wedstrijden, maar werd geen enkele keer weg gespeeld. Het had pech, dat een geldig doelpunt tegen Paraguay werd afgekeurd.

Het donderde in het Belgische kamp. Er waren interne problemen bij landskampioen RSC Anderlecht, die meegenomen werden naar het WK. Routinier René Vandereycken had felle kritiek op het meeverdedigen van Frank Vercauteren en vooral Enzo Scifo, die bovenal uit was op eigen succes. De sfeer was te snijden en bondscoach Guy Thys overwoog Vandereycken op de bank te zetten. Door een blessure van Lei Clijsters speelde hij toch mee tegen Mexico. De Belgen gingen ten onder omwille van hun veel te voorzichtige spelopvatting en Erwin Vandenbergh scoorde alleen na chaotisch werk van de Mexicaanse doelman, de nederlaag van 2-1 was onnodig. Tegen Irak kwamen de Rode Duivels snel op een 2-0 voorsprong, maar nadat de Irakezen met tien man verder moesten spelen, stortte België in elkaar, het incasseerde een tegendoelpunt en alleen dankzij een uitblinkende doelman Jean-Marie Pfaff bleef men overeind. 

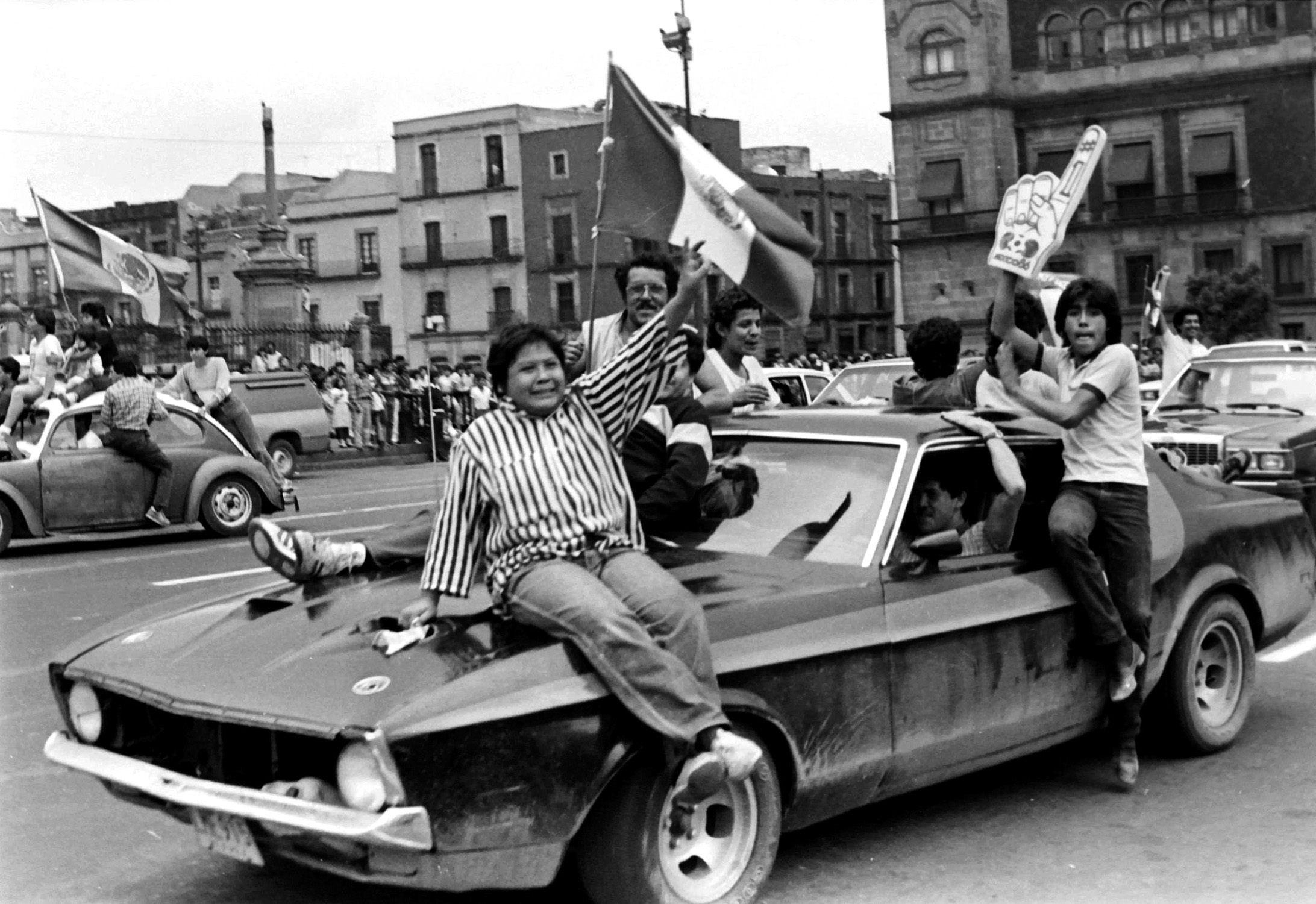
Vieringen van Mexicaanse fans op het belangrijkste plein van Mexico City, 7 juni 1986.

Tegen Paraguay was er sprake van herstel, maar twee keer werd een voorsprong weg gegeven. Als nummer drie van deze groep moest men spelen tegen de Sovjet-Unie, dat in de eerste ronde veel indruk maakte. Vandereycken en Vandenbergh waren weer thuis vanwege blessures, maar waarschijnlijk ook om de sfeer in het Belgische kamp te bevorderen.
| Land     | Wed | Win | Gel | Ver | DV | DT | +/− | Pnt |
| -------- | --- | --- | --- | --- | -- | -- | --- | --- |
| Mexico   | 3   | 2   | 1   | 0   | 4  | 2  | +2  | 5   |
| Paraguay | 3   | 1   | 2   | 0   | 4  | 3  | +1  | 4   |
| België¹  | 3   | 1   | 1   | 1   | 5  | 5  | 0   | 3   |
| Irak     | 3   | 0   | 0   | 3   | 1  | 4  | –3  | 0   |

|                                              |                 |                        |                          |                                                                                         |
| 3 juni 1986 «onderlinge duels» 12:00 (UTC−6) | België          | 1 – 2                  | Mexico                   | Aztekenstadion, Mexico-Stad Toeschouwers: 110.000 Scheidsrechter: Carlos Espósito (ARG) |
| 3 juni 1986 «onderlinge duels» 12:00 (UTC−6) | Vandenbergh 45' | verslag (FIFA) verslag | 23' Quirarte 39' Sánchez | Aztekenstadion, Mexico-Stad Toeschouwers: 110.000 Scheidsrechter: Carlos Espósito (ARG) |

|                                              |            |                        |      |                                                                                            |
| 4 juni 1986 «onderlinge duels» 12:00 (UTC−6) | Paraguay   | 1 – 0                  | Irak | Estadio Nemesio Díez, Toluca Toeschouwers: 24.000 Scheidsrechter: Edwin Picon-Ackong (MRI) |
| 4 juni 1986 «onderlinge duels» 12:00 (UTC−6) | Romero 35' | verslag (FIFA) verslag |      | Estadio Nemesio Díez, Toluca Toeschouwers: 24.000 Scheidsrechter: Edwin Picon-Ackong (MRI) |

|                                              |           |                        |            |                                                                                         |
| 7 juni 1986 «onderlinge duels» 12:00 (UTC−6) | Mexico    | 1 – 1                  | Paraguay   | Aztekenstadion, Mexico-Stad Toeschouwers: 114.600 Scheidsrechter: George Courtney (ENG) |
| 7 juni 1986 «onderlinge duels» 12:00 (UTC−6) | Flores 3' | verslag (FIFA) verslag | 85' Romero | Aztekenstadion, Mexico-Stad Toeschouwers: 114.600 Scheidsrechter: George Courtney (ENG) |

|                                              |           |                        |                              |                                                                                    |
| 8 juni 1986 «onderlinge duels» 12:00 (UTC−6) | Irak      | 1 – 2                  | België                       | Estadio Nemesio Díez, Toluca Toeschouwers: 20.000 Scheidsrechter: Jesús Díaz (COL) |
| 8 juni 1986 «onderlinge duels» 12:00 (UTC−6) | Radhi 59' | verslag (FIFA) verslag | 16' Scifo 21' (pen.) Claesen | Estadio Nemesio Díez, Toluca Toeschouwers: 20.000 Scheidsrechter: Jesús Díaz (COL) |

|                                               |                  |                        |                          |                                                                                        |
| 11 juni 1986 «onderlinge duels» 12:00 (UTC−6) | Paraguay         | 2 – 2                  | België                   | Estadio Nemesio Díez, Toluca Toeschouwers: 16.000 Scheidsrechter: Bogdan Dotsjev (BUL) |
| 11 juni 1986 «onderlinge duels» 12:00 (UTC−6) | Cabañas 50', 76' | verslag (FIFA) verslag | 30' Vercauteren 59' Veyt | Estadio Nemesio Díez, Toluca Toeschouwers: 16.000 Scheidsrechter: Bogdan Dotsjev (BUL) |

|                                               |      |                        |              |                                                                                        |
| 11 juni 1986 «onderlinge duels» 12:00 (UTC−6) | Irak | 0 – 1                  | Mexico       | Aztekenstadion, Mexico-Stad Toeschouwers: 103.763 Scheidsrechter: Zoran Petrović (YUG) |
| 11 juni 1986 «onderlinge duels» 12:00 (UTC−6) |      | verslag (FIFA) verslag | 54' Quirarte | Aztekenstadion, Mexico-Stad Toeschouwers: 103.763 Scheidsrechter: Zoran Petrović (YUG) |

### Groep C
Hongarije maakte veel indruk in de kwalificatie, plaatste zich als eerste Europees land voor het WK en won een oefeninterland tegen Brazilië met groot gemak: 3-0. Het miste wel routinier Tibor Nyilasi door een blessure, maar met name van de jonge spelbepaler Lajos Détári werd veel verwacht. Alle hoge verwachtingen waren na vier minuten verdwenen, toen de Sovjet-Unie op een 2-0 voorsprong kwam. De kern van het elftal van de Sovjet-Unie speelde bij Dinamo Kiev, dat een maand eerder veel indruk maakte in de Europa Cup II-finale tegen Atlético Madrid (3-0 zege). Vlak voor het WK kreeg Dinamo Kiev-coach Valerij Lobanovskyj ook de leiding over het Sovjetse team. De Sovjet-Unie denderde over de Hongaren heen en kon het zich veroorloven nog een strafschop te missen. Het anders altijd zo stugge Sovjet-team speelde als een aanvallende machine en won met 6-0; de mooiste treffer was de 2-0, een afstandsschot van Alejnikov.
Europees kampioen Frankrijk had een stroeve start: het won de eerste wedstrijd tegen Canada slechts met 1-0, elf minuten voor tijd scoorde de spits van Club Brugge Jean-Pierre Papin het enige doelpunt. Bij Canada maakte verdediger Randy Samuel een sterke indruk en verdiende een transfer naar de Nederlandse club PSV. Frankrijk en de Sovjet-Unie deelden de punten in Léon en tegen Hongarije kwam Frankrijk goed op stoom: 3-0. Voormalig topland Hongarije was uitgeschakeld door de zware nederlagen en zou zich niet meer plaatsen voor een WK tot heden. Canada verloor alle wedstrijden zonder te scoren, maar maakte een goede indruk.
| Land        | Wed | Win | Gel | Ver | DV | DT | +/− | Pnt |
| ----------- | --- | --- | --- | --- | -- | -- | --- | --- |
| Sovjet-Unie | 3   | 2   | 1   | 0   | 9  | 1  | 8   | 5   |
| Frankrijk   | 3   | 2   | 1   | 0   | 5  | 1  | 4   | 5   |
| Hongarije   | 3   | 1   | 0   | 2   | 2  | 9  | –7  | 2   |
| Canada      | 3   | 0   | 0   | 3   | 0  | 5  | –5  | 0   |

|                                              |        |                        |           |                                                                                |
| 1 juni 1986 «onderlinge duels» 16:00 (UTC−6) | Canada | 0 – 1                  | Frankrijk | Estadio Nou Camp, León Toeschouwers: 35.748 Scheidsrechter: Hernán Silva (CHI) |
| 1 juni 1986 «onderlinge duels» 16:00 (UTC−6) |        | verslag (FIFA) verslag | 79' Papin | Estadio Nou Camp, León Toeschouwers: 35.748 Scheidsrechter: Hernán Silva (CHI) |

|                                              |                                                                                             |                        |           |                                                                                               |
| 2 juni 1986 «onderlinge duels» 12:00 (UTC−6) | Sovjet-Unie                                                                                 | 6 – 0                  | Hongarije | Estadio Sergio León Chávez, Irapuato Toeschouwers: 16.500 Scheidsrechter: Luigi Agnolin (ITA) |
| 2 juni 1986 «onderlinge duels» 12:00 (UTC−6) | Jakovenko 2' Alejnikov 4' Bjelanov 24' (pen.) Jaremtsjoek 66' Dajka 73' (e.d.) Rodionov 80' | verslag (FIFA) verslag |           | Estadio Sergio León Chávez, Irapuato Toeschouwers: 16.500 Scheidsrechter: Luigi Agnolin (ITA) |

|                                              |               |                        |             |                                                                                        |
| 5 juni 1986 «onderlinge duels» 12:00 (UTC−6) | Frankrijk     | 1 – 1                  | Sovjet-Unie | Estadio Nou Camp, León Toeschouwers: 36.540 Scheidsrechter: Romualdo Arppi Filho (BRA) |
| 5 juni 1986 «onderlinge duels» 12:00 (UTC−6) | Fernández 60' | verslag (FIFA) verslag | 53' Rats    | Estadio Nou Camp, León Toeschouwers: 36.540 Scheidsrechter: Romualdo Arppi Filho (BRA) |

|                                              |                         |                        |        |                                                                                                 |
| 6 juni 1986 «onderlinge duels» 12:00 (UTC−6) | Hongarije               | 2 – 0                  | Canada | Estadio Sergio León Chávez, Irapuato Toeschouwers: 13.800 Scheidsrechter: Jamal Al Sharif (SYR) |
| 6 juni 1986 «onderlinge duels» 12:00 (UTC−6) | Esterházy 2' Détári 75' | verslag (FIFA) verslag |        | Estadio Sergio León Chávez, Irapuato Toeschouwers: 13.800 Scheidsrechter: Jamal Al Sharif (SYR) |

|                                              |           |                        |                                      |                                                                                        |
| 9 juni 1986 «onderlinge duels» 12:00 (UTC−6) | Hongarije | 0 – 3                  | Frankrijk                            | Estadio Nou Camp, León Toeschouwers: 31.420 Scheidsrechter: Carlos Silva Valente (POR) |
| 9 juni 1986 «onderlinge duels» 12:00 (UTC−6) |           | verslag (FIFA) verslag | 29' Stopyra 62' Tigana 84' Rocheteau | Estadio Nou Camp, León Toeschouwers: 31.420 Scheidsrechter: Carlos Silva Valente (POR) |

|                                              |                         |                        |        |                                                                                               |
| 9 juni 1986 «onderlinge duels» 12:00 (UTC−6) | Sovjet-Unie             | 2 – 0                  | Canada | Estadio Sergio León Chávez, Irapuato Toeschouwers: 14.200 Scheidsrechter: Idriss Traore (MLI) |
| 9 juni 1986 «onderlinge duels» 12:00 (UTC−6) | Blochin 58' Zavarov 74' | verslag (FIFA) verslag |        | Estadio Sergio León Chávez, Irapuato Toeschouwers: 14.200 Scheidsrechter: Idriss Traore (MLI) |

### Groep D
Na het WK in 1982, waar Brazilië volgens kenners het beste voetbal heeft laten zien, maar uitgeschakeld werd door Italië, probeerde het team een nieuwe gooi naar de wereldtitel te doen in het land waar Brazilië voor het laatst wereldkampioen werd: Mexico. Het speelde net als toen alle groepswedstrijden in Guadalajara. Er waren wel zorgen rond de grote spelers: Falcǎo werd alleen nog geselecteerd om zijn reputatie en zat op de bank, Zico was geblesseerd in het begin van het toernooi. Sócrates had een mislukt avontuur bij de Italiaanse club Fiorentina achter de rug en nam het niet zo nauw met de discipline. De afgestudeerde arts hield van het leven en dronk en rookte door tijdens het toernooi. Er waren anderzijds nieuwe spelers die voor een meer zakelijke benadering stonden: de middenvelder Alemão en spits Careca, die na het toernooi naar AS Napoli vertrokken en wel slaagden in Italië.
De eerste wedstrijd was tegen de verliezend finalist van het laatste EK, Spanje. Na een eerste helft zonder veel hoogtepunten dacht iedereen dat Míchel gescoord had namens Spanje, zijn schot ging over de doellijn, maar de scheidsrechter keurde het zuivere doelpunt af. Brazilië nam het heft in handen, zag ook een doelpunt (terecht) afgekeurd en nam de leiding na een kopgoal van Socrates, nadat Careca de bal op de lat schoot. Ook tegen Algerije had Brazilië het moeilijk: het won door een verdedigingsfout bij de Afrikanen, die daarvoor een aantal kansen hadden om op voorsprong te komen. Tegen Noord-Ierland besloot coach Telê Santana wat nieuwe spelers in te zetten, debutant en linksback Josimar scoorde met een mooi afstandsschot. Spanje had geen problemen met Noord-Ierland en Algerije, landen die het goed deden op het vorige WK, maar over hun hoogtepunt heen waren. Pat Jennings nam afscheid van het internationale voetbal, hij was de oudste speler ooit op een WK en haalde 119 interlands, een mondiaal record.
| Land          | Wed | Win | Gel | Ver | DV | DT | +/− | Pnt |
| ------------- | --- | --- | --- | --- | -- | -- | --- | --- |
| Brazilië      | 3   | 3   | 0   | 0   | 5  | 0  | 5   | 6   |
| Spanje        | 3   | 2   | 0   | 1   | 5  | 2  | 3   | 4   |
| Noord-Ierland | 3   | 0   | 1   | 2   | 2  | 6  | –4  | 1   |
| Algerije      | 3   | 0   | 1   | 2   | 1  | 5  | –4  | 1   |

|                                              |        |                        |              |                                                                                         |
| 1 juni 1986 «onderlinge duels» 12:00 (UTC−6) | Spanje | 0 – 1                  | Brazilië     | Estadio Jalisco, Guadalajara Toeschouwers: 35.748 Scheidsrechter: Chris Bambridge (AUS) |
| 1 juni 1986 «onderlinge duels» 12:00 (UTC−6) |        | verslag (FIFA) verslag | 62' Sócrates | Estadio Jalisco, Guadalajara Toeschouwers: 35.748 Scheidsrechter: Chris Bambridge (AUS) |

|                                              |            |                        |               |                                                                                           |
| 3 juni 1986 «onderlinge duels» 12:00 (UTC−6) | Algerije   | 1 – 1                  | Noord-Ierland | Estadio Tres de Marzo, Zapopan Toeschouwers: 22.000 Scheidsrechter: Valeri Boetenko (URS) |
| 3 juni 1986 «onderlinge duels» 12:00 (UTC−6) | Zidane 59' | verslag (FIFA) verslag | 6' Whiteside  | Estadio Tres de Marzo, Zapopan Toeschouwers: 22.000 Scheidsrechter: Valeri Boetenko (URS) |

|                                              |            |                        |          |                                                                                       |
| 6 juni 1986 «onderlinge duels» 12:00 (UTC−6) | Brazilië   | 1 – 0                  | Algerije | Estadio Jalisco, Guadalajara Toeschouwers: 48.000 Scheidsrechter: Rómulo Méndez (GUA) |
| 6 juni 1986 «onderlinge duels» 12:00 (UTC−6) | Careca 66' | verslag (FIFA) verslag |          | Estadio Jalisco, Guadalajara Toeschouwers: 48.000 Scheidsrechter: Rómulo Méndez (GUA) |

|                                              |               |                        |                           |                                                                                           |
| 7 juni 1986 «onderlinge duels» 12:00 (UTC−6) | Noord-Ierland | 1 – 2                  | Spanje                    | Estadio Tres de Marzo, Zapopan Toeschouwers: 28.000 Scheidsrechter: Horst Brummeier (AUT) |
| 7 juni 1986 «onderlinge duels» 12:00 (UTC−6) | Clarke 46'    | verslag (FIFA) verslag | 1' Butragueño 18' Salinas | Estadio Tres de Marzo, Zapopan Toeschouwers: 28.000 Scheidsrechter: Horst Brummeier (AUT) |

|                                               |               |                        |                             |                                                                                            |
| 12 juni 1986 «onderlinge duels» 12:00 (UTC−6) | Noord-Ierland | 0 – 3                  | Brazilië                    | Estadio Jalisco, Guadalajara Toeschouwers: 51.000 Scheidsrechter: Siegfried Kirschen (GDR) |
| 12 juni 1986 «onderlinge duels» 12:00 (UTC−6) |               | verslag (FIFA) verslag | 15', 87' Careca 42' Josimar | Estadio Jalisco, Guadalajara Toeschouwers: 51.000 Scheidsrechter: Siegfried Kirschen (GDR) |

|                                               |          |                        |                           |                                                                                         |
| 12 juni 1986 «onderlinge duels» 12:00 (UTC−6) | Algerije | 0 – 3                  | Spanje                    | Estadio Tecnológico, Monterrey Toeschouwers: 23.980 Scheidsrechter: Shizuo Takada (JPN) |
| 12 juni 1986 «onderlinge duels» 12:00 (UTC−6) |          | verslag (FIFA) verslag | 15', 68' Calderé 70' Eloy | Estadio Tecnológico, Monterrey Toeschouwers: 23.980 Scheidsrechter: Shizuo Takada (JPN) |

### Groep E
Groep E stond bekend als de groep des doods. De groep bestond uit vice-wereldkampioen West-Duitsland, de kampioen van Zuid-Amerika Uruguay, de "eeuwige belofte" Schotland en Denemarken. Denemarken had een generatie spelers die voetbalde bij grote clubs in de grote Europese competities. De offensieve libero Morten Olsen speelde bij de Belgische kampioen RSC Anderlecht, de energieke middenvelder Søren Lerby was de aanvoerder van de Duitse kampioen Bayern München en het uitstekende aanvalsduo Michael Laudrup en Preben Elkjær Larsen speelde bij de laatste twee Italiaanse kampioenen Juventus en Hellas Verona. Er waren liefst vier spelers uit de Nederlandse competitie in de selectie waaronder middenvelder Frank Arnesen van PSV Eindhoven. Denemarken was jarenlang een klein voetballand, debuteerde op een wereldkampioenschap, maakte al grote indruk op het EK en leek alleen maar beter te worden.
West-Duitsland begon het toernooi ongelukkig tegen Uruguay, Lothar Matthäus gaf onnodig een lange terugspeelbal aan de aanvaller Alzamendi, die scoorde. Vervolgens schakelde Uruguay over naar intimidatie-voetbal met als dieptepunt een uitgestrekt been van doelman Fernando Álvez naar Rudi Völler. De Duitsers waren de bovenliggende partij, Klaus Augenthaler had pech met een schot op de lat en in de slotfase werd een lang offensief bekroond met de gelijkmaker van Klaus Allofs. Denemarken was gewaarschuwd en beantwoordde het gewelddadige spel van Uruguay met snel, flitsend voetbal. Uruguay verloor na 19 minuten Miguel Bossio met twee gele kaarten en werd in de tweede helft weggespeeld. Elkjaer Larsen scoorde drie doelpunten, maar de absolute uitblinker was de nog jonge Michael Laudrup, die met een slalom langs de Uruguayaanse verdediging het derde doelpunt en het hoogtepunt van de wedstrijd verzorgde.
West-Duitsland en Denemarken waren beiden geplaatst voor de tweede ronde, maar er stond prestige op het spel voor met name de Denen, die graag van de buurman wilden winnen. Ironisch genoeg leek de tweede plaats in deze groep gunstiger, want de nummer twee van de groep zou in de 1/8 finales spelen tegen Marokko, terwijl de winnaar van de groep zou moeten spelen tegen het sterke Spanje. De Duitsers begrepen dat beter en deden het op een schot op de lat van Andreas Brehme na rustig aan. Denemarken ging er vol tegenaan en won dankzij een strafschop van Jesper Olsen en een tweede treffer van invaller John Eriksen, de spits van Feyenoord. Derde doelman Högh kreeg een kans tegen West-Duitsland na onzekere optredens van eerste doelman Rasmussen en pakte zijn kans. In de 88e minuut liep Denemarken averij op: een van de uitblinkers Frank Arnesen liet zich provoceren door Lothar Matthäus en na veel onnodig theater van Matthäus werd Arnesen uit het veld gestuurd en geschorst voor twee wedstrijden.
Schotland maakte zoals altijd een goede indruk, maar kwam zowel tegen Denemarken als West-Duitsland net tekort. Na een gelijkopgaande eerste helft tegen de Denen was Denemarken de bovenliggende partij in de tweede helft en beloonde zich met een doelpunt van Elkjaer Larsen. Tegen West-Duitsland maakte Gordon Strachan het eerste doelpunt, maar in een spannende wedstrijd trokken de Duitsers de winst naar zich toe. Bij winst op Uruguay zou Schotland zich voor de eerste keer in de geschiedenis plaatsen voor de tweede ronde. Bij Uruguay waren de messen weer geslepen en met name de beste speler van Schotland Gordon Strachan was vogelvrij verklaard. Binnen 57 seconden werd Jose Batista uit het veld gestuurd na een zware overtreding op Strachan. Tot op heden is dit nog steeds de snelst getrokken rode kaart op een WK. Vervolgens ontstond een naargeestig schouwspel: het technisch veel sterkere Uruguay groef zich in en bestreed Schotland met hard spel, Schotland was voetballend niet bij machte genoeg kansen te creëren. Tekenend voor de wedstrijd was een uitgestoken middenvinger van aanvoerder Jorge Barrios na opnieuw een wilde tackle. Uruguay bereikte zijn doel, de tweede ronde, maar er waren stemmen om Uruguay te laten diskwalificeren voor het toernooi.
| Land           | Wed | Win | Gel | Ver | DV | DT | +/− | Pnt |
| -------------- | --- | --- | --- | --- | -- | -- | --- | --- |
| Denemarken     | 3   | 3   | 0   | 0   | 9  | 1  | 8   | 6   |
| West-Duitsland | 3   | 1   | 1   | 1   | 3  | 4  | –1  | 3   |
| Uruguay¹       | 3   | 0   | 2   | 1   | 2  | 7  | –5  | 2   |
| Schotland      | 3   | 0   | 1   | 2   | 1  | 3  | –2  | 1   |

|                                              |              |                        |                |                                                                                               |
| 4 juni 1986 «onderlinge duels» 12:00 (UTC−6) | Uruguay      | 1 – 1                  | West-Duitsland | Estadio La Corregidora, Querétaro Toeschouwers: 30.500 Scheidsrechter: Vojtěch Christov (TCH) |
| 4 juni 1986 «onderlinge duels» 12:00 (UTC−6) | Alzamendi 4' | verslag (FIFA) verslag | 84' Allofs     | Estadio La Corregidora, Querétaro Toeschouwers: 30.500 Scheidsrechter: Vojtěch Christov (TCH) |

|                                              |           |                        |                   |                                                                                         |
| 4 juni 1986 «onderlinge duels» 16:00 (UTC−6) | Schotland | 0 – 1                  | Denemarken        | Estadio Neza 86, Nezahualcóyotl Toeschouwers: 18.000 Scheidsrechter: Lajos Nemeth (HUN) |
| 4 juni 1986 «onderlinge duels» 16:00 (UTC−6) |           | verslag (FIFA) verslag | 57' Elkjær Larsen | Estadio Neza 86, Nezahualcóyotl Toeschouwers: 18.000 Scheidsrechter: Lajos Nemeth (HUN) |

|                                              |                       |                        |              |                                                                                        |
| 8 juni 1986 «onderlinge duels» 12:00 (UTC−6) | West-Duitsland        | 2 – 1                  | Schotland    | Estadio La Corregidora, Querétaro Toeschouwers: 30.000 Scheidsrechter: Ioan Igna (ROU) |
| 8 juni 1986 «onderlinge duels» 12:00 (UTC−6) | Völler 23' Allofs 49' | verslag (FIFA) verslag | 18' Strachan | Estadio La Corregidora, Querétaro Toeschouwers: 30.000 Scheidsrechter: Ioan Igna (ROU) |

|                                              |                                                                |                        |                        | |
| 8 juni 1986 «onderlinge duels» 16:00 (UTC−6) | Denemarken                                                     | 6 – 1                  | Uruguay                | Estadio Neza 86, Nezahualcóyotl Toeschouwers: 26.500 Scheidsrechter: Antonio Márquez Ramírez (MEX) |
| 8 juni 1986 «onderlinge duels» 16:00 (UTC−6) | Elkjær Larsen 11', 67', 80' Lerby 41' Laudrup 52' J. Olsen 88' | verslag (FIFA) verslag | 45' (pen.) Francescoli | Estadio Neza 86, Nezahualcóyotl Toeschouwers: 26.500 Scheidsrechter: Antonio Márquez Ramírez (MEX) |

|                                               |                        |       |         |                                                                                         |
| 13 juni 1986 «onderlinge duels» 12:00 (UTC−6) | Schotland              | 0 – 0 | Uruguay | Estadio Neza 86, Nezahualcóyotl Toeschouwers: 20.000 Scheidsrechter: Joël Quiniou (FRA) |
| 13 juni 1986 «onderlinge duels» 12:00 (UTC−6) | verslag (FIFA) verslag |       |         | Estadio Neza 86, Nezahualcóyotl Toeschouwers: 20.000 Scheidsrechter: Joël Quiniou (FRA) |

|                                               |                                 |                        |                |                                                                                            |
| 13 juni 1986 «onderlinge duels» 12:00 (UTC−6) | Denemarken                      | 2 – 0                  | West-Duitsland | Estadio La Corregidora, Querétaro Toeschouwers: 36.000 Scheidsrechter: Alexis Ponnet (BEL) |
| 13 juni 1986 «onderlinge duels» 12:00 (UTC−6) | J. Olsen 43' (pen.) Eriksen 62' | verslag (FIFA) verslag |                | Estadio La Corregidora, Querétaro Toeschouwers: 36.000 Scheidsrechter: Alexis Ponnet (BEL) |

### Groep F
In het woestijngebied van Monterrey werden de minst interessantste wedstrijden van de voorronde gespeeld, in de eerste vier wedstrijden vielen slechts twee doelpunten. Er ontbrak ook een echte favoriet in deze groep. Beide doelpunten vielen in de wedstrijden van Portugal, vreemd genoeg won het de wedstrijd, die het qua veldspel en kansen moest verliezen (Engeland) en verloor het de wedstrijd, die de ploeg eigenlijk had moeten winnen (Polen). Het rommelde in de Portugese ploeg, er was al een staking uitgebroken onder de spelers voor meer premies en de trainings- en hotelfaciliteiten waren amateuristisch. Opvallend was dat de talentvolle Paulo Futre alleen maar inviel als een soort "geheim wapen". De "stakingsleider" Carlos Manuel scoorde het winnende doelpunt tegen Engeland en Smolarek scoorde het winnende doelpunt voor de Polen. Polen was als eerste land in deze groep zeker van de volgende ronde na twee wedstrijden.
Het duel van Engeland tegen Marokko leverde veel rampspoed voor Engeland op: aanvoerder Bryan Robson viel uit met een gebroken arm en reserve-aanvoerder Ray Wilkins werd uit het veld gestuurd door de bal naar de scheidsrechter te gooien als protest van een beslissing. Wilkins zou nooit meer spelen voor het nationale team. Marokko had technisch vaardige spelers, die vooral defensief speelden. Het duel eindigde in een doelpuntloos gelijkspel. Bekende spelers waren Mohamed Timoumi, gekozen als Beste Afrikaanse speler van het jaar en Badou Zaki, een van de beste Afrikaanse doelmannen ooit.
Er moest wat gebeuren bij de Engelsen en coach Bobby Robson verving Mark Hateley door Peter Beardsley om spits Gary Lineker te ondersteunen en die tactiek werkte tegen Polen. Lineker scoorde in de eerste helft drie doelpunten en Engeland plaatste zich alsnog. Marokko koos voor een aanvallende tactiek in de beslissende wedstrijd tegen het verdeelde Portugal en dat loonde: met technisch prima spel won Marokko met 3-1 en werd het eerste Afrikaanse land ooit dat door de eerste ronde heen kwam. De Portugese ploeg werd afgeserveerd door de pers. Coach José Torres diende zijn ontslag in en verschillende spelers, onder wie Carlos Manuel en Paolo Futre, kregen door het wangedrag in het trainingskamp een verbod om voor de nationale ploeg te spelen.
| Land     | Wed | Win | Gel | Ver | DV | DT | +/− | Pnt |
| -------- | --- | --- | --- | --- | -- | -- | --- | --- |
| Marokko  | 3   | 1   | 2   | 0   | 3  | 1  | 2   | 4   |
| Engeland | 3   | 1   | 1   | 1   | 3  | 1  | 2   | 3   |
| Polen¹   | 3   | 1   | 1   | 1   | 1  | 3  | –2  | 3   |
| Portugal | 3   | 1   | 0   | 2   | 2  | 4  | –2  | 2   |

|                                              |                        |       |       | |
| 2 juni 1986 «onderlinge duels» 16:00 (UTC−6) | Marokko                | 0 – 0 | Polen | Estadio Universitario, Monterrey Toeschouwers: 19.900 Scheidsrechter: José Luis Martínez Bazán (URU) |
| 2 juni 1986 «onderlinge duels» 16:00 (UTC−6) | verslag (FIFA) verslag |       |       | Estadio Universitario, Monterrey Toeschouwers: 19.900 Scheidsrechter: José Luis Martínez Bazán (URU) |

|                                              |                   |                        |          |                                                                                       |
| 3 juni 1986 «onderlinge duels» 16:00 (UTC−6) | Portugal          | 1 – 0                  | Engeland | Estadio Tecnológico, Monterrey Toeschouwers: 23.000 Scheidsrechter: Volker Roth (FRG) |
| 3 juni 1986 «onderlinge duels» 16:00 (UTC−6) | Carlos Manuel 76' | verslag (FIFA) verslag |          | Estadio Tecnológico, Monterrey Toeschouwers: 23.000 Scheidsrechter: Volker Roth (FRG) |

|                                              |                        |       |         |                                                                                            |
| 6 juni 1986 «onderlinge duels» 16:00 (UTC−6) | Engeland               | 0 – 0 | Marokko | Estadio Tecnológico, Monterrey Toeschouwers: 20.200 Scheidsrechter: Gabriel González (PAR) |
| 6 juni 1986 «onderlinge duels» 16:00 (UTC−6) | verslag (FIFA) verslag |       |         | Estadio Tecnológico, Monterrey Toeschouwers: 20.200 Scheidsrechter: Gabriel González (PAR) |

|                                              |              |                        |          |                                                                                            |
| 7 juni 1986 «onderlinge duels» 16:00 (UTC−6) | Polen        | 1 – 0                  | Portugal | Estadio Universitario, Monterrey Toeschouwers: 19.915 Scheidsrechter: Ali Bin Nasser (TUN) |
| 7 juni 1986 «onderlinge duels» 16:00 (UTC−6) | Smolarek 68' | verslag (FIFA) verslag |          | Estadio Universitario, Monterrey Toeschouwers: 19.915 Scheidsrechter: Ali Bin Nasser (TUN) |

|                                               |                |                        |                                  |                                                                                       |
| 11 juni 1986 «onderlinge duels» 16:00 (UTC−6) | Portugal       | 1 – 3                  | Marokko                          | Estadio Tres de Marzo, Zapopan Toeschouwers: 28.000 Scheidsrechter: Alan Snoddy (NIR) |
| 11 juni 1986 «onderlinge duels» 16:00 (UTC−6) | Diamantino 80' | verslag (FIFA) verslag | 19', 26' Khairi 62' Merry Krimau | Estadio Tres de Marzo, Zapopan Toeschouwers: 28.000 Scheidsrechter: Alan Snoddy (NIR) |

|                                               |                      |                        |       |                                                                                         |
| 11 juni 1986 «onderlinge duels» 16:00 (UTC−6) | Engeland             | 3 – 0                  | Polen | Estadio Universitario, Monterrey Toeschouwers: 22.700 Scheidsrechter: André Daina (SUI) |
| 11 juni 1986 «onderlinge duels» 16:00 (UTC−6) | Lineker 9', 14', 34' | verslag (FIFA) verslag |       | Estadio Universitario, Monterrey Toeschouwers: 22.700 Scheidsrechter: André Daina (SUI) |

### Nummers drie
| Team          | Wed | W | G | V | Voor | Tegen | DoelS | Pnt. |
| ------------- | --- | - | - | - | ---- | ----- | ----- | ---- |
| België        | 3   | 1 | 1 | 1 | 5    | 5     | 0     | 3    |
| Polen         | 3   | 1 | 1 | 1 | 1    | 3     | –2    | 3    |
| Bulgarije     | 3   | 0 | 2 | 1 | 2    | 4     | –2    | 2    |
| Uruguay       | 3   | 0 | 2 | 1 | 2    | 7     | –5    | 2    |
| Hongarije     | 3   | 1 | 0 | 2 | 2    | 9     | –7    | 2    |
| Noord-Ierland | 3   | 0 | 1 | 2 | 2    | 6     | –4    | 1    |

¹ De vier beste nummers 3 (Bulgarije, België, Uruguay en Polen) gingen ook door naar de achtste finales.

## Knock-outfase
|  | Achtste finale        | Achtste finale        |                       |       | Kwartfinale  | Kwartfinale  |                  |                  | Halve finale | Halve finale |  |  | Finale | Finale |
|  |                       |                       |                       |       |              |              |                  |                  |              |              |  |  |        |        |
|  | 16 juni – Puebla      |                       |                       |       |              |              |                  |                  |              |              |  |  |        |        |
|  |                       |                       |                       |       |              |              |                  |                  |              |              |  |  |        |        |
|  | Argentinië            | 1                     |                       |       |              |              |                  |                  |              |              |  |  |        |        |
|  | Argentinië            | 1                     | 22 juni – Mexico-Stad |       |              |              |                  |                  |              |              |  |  |        |        |
|  | Uruguay               | 0                     |                       |       |              |              |                  |                  |              |              |  |  |        |        |
|  | Uruguay               | 0                     | Argentinië            | 2     |              |              |                  |                  |              |              |  |  |        |        |
|  | 18 juni – Mexico-Stad |                       | Argentinië            | 2     |              |              |                  |                  |              |              |  |  |        |        |
|  |                       | Engeland              | 1                     |       |              |              |                  |                  |              |              |  |  |        |        |
|  | Engeland              | Engeland              | 1                     | 3     |              |              |                  |                  |              |              |  |  |        |        |
|  | Engeland              |                       | 25 juni – Mexico-Stad | 3     |              |              |                  |                  |              |              |  |  |        |        |
|  | Paraguay              | 0                     |                       |       |              |              |                  |                  |              |              |  |  |        |        |
|  | Paraguay              | 0                     | Argentinië            | 2     |              |              |                  |                  |              |              |  |  |        |        |
|  | 15 juni – León        |                       | Argentinië            | 2     |              |              |                  |                  |              |              |  |  |        |        |
|  |                       | België                | 0                     |       |              |              |                  |                  |              |              |  |  |        |        |
|  | België                | België                | 0                     | 4     |              |              |                  |                  |              |              |  |  |        |        |
|  | België                | 22 juni – Puebla      |                       | 4     |              |              |                  |                  |              |              |  |  |        |        |
|  | Sovjet-Unie           | 3                     |                       |       |              |              |                  |                  |              |              |  |  |        |        |
|  | Sovjet-Unie           | 3                     | België                | 1 (5) |              |              |                  |                  |              |              |  |  |        |        |
|  | 18 juni – Querétaro   |                       | België                | 1 (5) |              |              |                  |                  |              |              |  |  |        |        |
|  |                       | Spanje                | 1 (4)                 |       |              |              |                  |                  |              |              |  |  |        |        |
|  | Spanje                | Spanje                | 1 (4)                 | 5     |              |              |                  |                  |              |              |  |  |        |        |
|  | Spanje                |                       | 29 juni – Mexico-Stad | 5     |              |              |                  |                  |              |              |  |  |        |        |
|  | Denemarken            | 1                     |                       |       |              |              |                  |                  |              |              |  |  |        |        |
|  | Denemarken            | 1                     | Argentinië            | 3     |              |              |                  |                  |              |              |  |  |        |        |
|  | 17 juni – Mexico-Stad |                       | Argentinië            | 3     |              |              |                  |                  |              |              |  |  |        |        |
|  |                       | West-Duitsland        | 2                     |       |              |              |                  |                  |              |              |  |  |        |        |
|  | Frankrijk             | West-Duitsland        | 2                     | 2     |              |              |                  |                  |              |              |  |  |        |        |
|  | Frankrijk             | 21 juni – Guadalajara |                       | 2     |              |              |                  |                  |              |              |  |  |        |        |
|  | Italië                | 0                     |                       |       |              |              |                  |                  |              |              |  |  |        |        |
|  | Italië                | 0                     | Frankrijk             | 1 (4) |              |              |                  |                  |              |              |  |  |        |        |
|  | 16 juni – Guadalajara |                       | Frankrijk             | 1 (4) |              |              |                  |                  |              |              |  |  |        |        |
|  |                       | Brazilië              | 1 (3)                 |       |              |              |                  |                  |              |              |  |  |        |        |
|  | Brazilië              | Brazilië              | 1 (3)                 | 4     |              |              |                  |                  |              |              |  |  |        |        |
|  | Brazilië              |                       | 25 juni – Guadalajara | 4     |              |              |                  |                  |              |              |  |  |        |        |
|  | Polen                 | 0                     |                       |       |              |              |                  |                  |              |              |  |  |        |        |
|  | Polen                 | 0                     | Frankrijk             | 0     |              |              |                  |                  |              |              |  |  |        |        |
|  | 15 juni – Mexico-Stad |                       | Frankrijk             | 0     |              |              |                  |                  |              |              |  |  |        |        |
|  |                       | West-Duitsland        | 2                     |       | Derde plaats | Derde plaats |                  |                  |              |              |  |  |        |        |
|  | Mexico                | West-Duitsland        | 2                     | 2     | Derde plaats | Derde plaats |                  |                  |              |              |  |  |        |        |
|  | Mexico                | 21 juni – Monterrey   | 21 juni – Monterrey   | 2     |              |              | 28 juni – Puebla | 28 juni – Puebla |              |              |  |  |        |        |
|  | Bulgarije             | 21 juni – Monterrey   | 21 juni – Monterrey   | 0     |              |              | 28 juni – Puebla | 28 juni – Puebla |              |              |  |  |        |        |
|  | Bulgarije             | Mexico                | 0 (1)                 | 0     | België       | 2            |                  |                  |              |              |  |  |        |        |
|  | 17 juni – Monterrey   | Mexico                | 0 (1)                 |       | België       | 2            |                  |                  |              |              |  |  |        |        |
|  |                       | West-Duitsland        | 0 (4)                 |       | Frankrijk    | 4            |                  |                  |              |              |  |  |        |        |
|  | West-Duitsland        | West-Duitsland        | 0 (4)                 | 1     | Frankrijk    | 4            |                  |                  |              |              |  |  |        |        |
|  | West-Duitsland        |                       |                       | 1     |              |              |                  |                  |              |              |  |  |        |        |
|  | Marokko               | 0                     |                       |       |              |              |                  |                  |              |              |  |  |        |        |
|  | Marokko               | 0                     |                       |       |              |              |                  |                  |              |              |  |  |        |        |

### Achtste finales
Tekenend voor de Bulgaren was, dat men bij het nemen van de aftrap meteen al de bal verloor. In het uitverkochte Aztekenstadion speelde Mexico veel beter dan in de eerste ronde, al was de tegenstand pover. Hoogtepunt van de wedstrijd was de acrobatische omhaal van Manuel Negrete, op dat moment het mooiste doelpunt van het toernooi. Negrete zou daarna in Europa gaan spelen bij Sporting Lissabon en daarna Sporting Gijon, maar was binnen een jaar weer terug in Mexico. Bulgarije begon pas aan aanvallen te denken, toen het 2-0 stond, maar dat was te laat.
|                                               |                        |                        |           |                                                                                              |
| 15 juni 1986 «onderlinge duels» 12:00 (UTC−6) | Mexico                 | 2 – 0                  | Bulgarije | Aztekenstadion, Mexico-Stad Toeschouwers: 114.580 Scheidsrechter: Romualdo Arppi Filho (BRA) |
| 15 juni 1986 «onderlinge duels» 12:00 (UTC−6) | Negrete 34' Servín 61' | verslag (FIFA) verslag |           | Aztekenstadion, Mexico-Stad Toeschouwers: 114.580 Scheidsrechter: Romualdo Arppi Filho (BRA) |

De wedstrijd tussen België en de Sovjet-Unie groeide uit tot een klassieker, die de vergelijking van Italië tegen West-Duitsland in 1970 of Frankrijk tegen West-Duitsland in 1982 makkelijk kon doorstaan. Daar zag het in het begin niet naar uit, want de Sovjets begonnen stormachtig aan de wedstrijd en vooral dankzij doelman Jean-Marie Pfaff en missers van met name Jakovenko bleef de stand lange tijd 0-0. Op het moment dat België wat beter in de wedstrijd kwam, produceerde Ihor Bjelanov een verwoestend schot: 1-0 (volgens de legendarische verslaggever Rik De Saedeleer was het een SS-20 raket). Na de achterstand begon België echt mee te draaien, maar verder dan een mooi afstandsschot van Eric Gerets kwam men nog niet. In de tweede helft had de Sovjet-Unie de wedstrijd kunnen beslissen, maar Belanov kopte op de paal en Patrick Vervoort redde op de re-bound van Zavarov. Vlak daarna scoorde Enzo Scifo de gelijkmaker mede door verkeerde timing in de Sovjetse verdediging. In de 70e minuut maakte Belanov zijn tweede doelpunt, maar die voorsprong werd tenietgedaan, een lange bal van Stéphane Demol bereikte de onvermoeibare Jan Ceulemans, die geheel vrijstaand doelman Rinat Dasajev versloeg: 2-2. Voor de verlenging schoot Ivan Jaremtsjoek op de paal en redde Dasajev miraculeus op een inzet van Scifo vlak bij de paal. In de verlenging namen de Belgen steeds meer het initiatief, al moest Pfaff nog twee keer redden. Daarna scoorde België twee doelpunten achter elkaar en opnieuw toonde de Sovjetse verdediging aan kwetsbaar te zijn. De jonge verdediger Stéphane Demol maakte een kopgoal en Nico Claesen verzilverde een volley. Vlak daarna was de spanning terug in de wedstrijd: Belanov verzilverde een strafschop. Er volgden nog tien spannende minuten: de Sovjets bestormden het Belgische doel, al waren de Belgen in de tegenaanval gevaarlijker. In de slotseconde redde Pfaff op een inzet van Yevtushenko door de bal over de lat te tikken, de hoekschop werd niet gegeven en België bereikte de kwartfinales. De drie treffers van Bjelanov waren niet genoeg voor de Sovjets, al werd hij later wel gekozen tot Europees voetballer van het jaar.
|                                               |                                |                        |                                                 |                                                                                    |
| 15 juni 1986 «onderlinge duels» 16:00 (UTC−6) | Sovjet-Unie                    | 3 – 4 (n.v.)           | België                                          | Estadio Nou Camp, León Toeschouwers: 32.277 Scheidsrechter: Erik Fredriksson (SWE) |
| 15 juni 1986 «onderlinge duels» 16:00 (UTC−6) | Bjelanov 27', 70', 111' (pen.) | verslag (FIFA) verslag | 56' Scifo 77' Ceulemans 102' Demol 110' Claesen | Estadio Nou Camp, León Toeschouwers: 32.277 Scheidsrechter: Erik Fredriksson (SWE) |

In het begin van de wedstrijd nam Polen het initiatief en schoten Smolarek en Karaś op de paal en lat. Brazilië ging rusten met een 1-0 voorsprong dankzij een benutte strafschop. Careca liet zich makkelijk vallen in het strafschopgebied en Sócrates benutte de strafschop uit stand. In de tweede helft besliste back Josimar het duel met opnieuw een fraai doelpunt net als tegen Noord-Ierland. Hij kapte op onnavolgbare wijze twee tegenstanders uit en schoot vervolgens uit een zeer moeilijke hoek in de verste kruising. Zbigniew Boniek scoorde bijna nog uit een acrobatische omhaal, maar Polen kon verder niks meer creëren. In de slotfase verhoogde Brazilië de score, aanvoerder Edinho maakte een doelpunt na combinatie-spel met Careca, die het vierde doelpunt maakte uit een strafschop.
|                                               |                                                              |                        |       |                                                                                     |
| 16 juni 1986 «onderlinge duels» 12:00 (UTC−6) | Brazilië                                                     | 4 – 0                  | Polen | Estadio Jalisco, Guadalajara Toeschouwers: 45.000 Scheidsrechter: Volker Roth (FRG) |
| 16 juni 1986 «onderlinge duels» 12:00 (UTC−6) | Sócrates 30' (pen.) Josimar 55' Edinho 79' Careca 83' (pen.) | verslag (FIFA) verslag |       | Estadio Jalisco, Guadalajara Toeschouwers: 45.000 Scheidsrechter: Volker Roth (FRG) |

Men was bevreesd, dat Uruguay tegen buurman Argentinië opnieuw een schoppartij zou veroorzaken, maar het land speelde voor hun doen vrij ingetogen, alleen aan het einde van de wedstrijden waren er wat incidenten. Pasculli scoorde voor Argentinië het enige doelpunt, maar echt een succes was het niet, hij ontsnapte aan het einde van de wedstrijd aan een rode kaart na provocaties van keeper Fernando Álvez en zou niet meer spelen dit toernooi. Grote uitblinker was opnieuw Diego Maradona, hij schoot op de lat, een treffer van hem werd afgekeurd en hij bezorgde zijn ploeggenoten met indrukwekkende rushes bijna niet te missen kansen. Uruguay begon pas te voetballen, toen aanvaller Rubén Paz werd ingezet, die in een half uur gevaarlijker was dan steraanvaller Enzo Francescoli in een heel toernooi. Uruguay won ook niet de Fair Play Cup, in vier wedstrijden ontvingen ze twee rode en elf gele kaarten.
|                                               |              |                        |         |                                                                                     |
| 16 juni 1986 «onderlinge duels» 16:00 (UTC−6) | Argentinië   | 1 – 0                  | Uruguay | Estadio Cuauhtémoc, Puebla Toeschouwers: 26.000 Scheidsrechter: Luigi Agnolin (ITA) |
| 16 juni 1986 «onderlinge duels» 16:00 (UTC−6) | Pasculli 42' | verslag (FIFA) verslag |         | Estadio Cuauhtémoc, Puebla Toeschouwers: 26.000 Scheidsrechter: Luigi Agnolin (ITA) |

Dit was vooraf de topper van de achtste finales: de wereldkampioen (Italië) tegen de Europees kampioen: (Frankrijk). In werkelijkheid viel het nogal tegen, want Frankrijk was veel sterker. Het had al snel controle op het middenveld en vroeg in de wedstrijd maakte Michel Platini het eerste doelpunt na een voorzet van Dominique Rocheteau. Frankrijk was nu helemaal dominant, kreeg veel kansen en Luis Fernández schoot van grote afstand op de lat. In de tweede helft werd de score uitgebreid door een doelpunt van Yannick Stopyra opnieuw na een voorzet van Rocheteau. Het was een wrang afscheid van een generatie spelers: na of vlak na het WK stopten de verdedigers Cabrini, Scirea en middenvelder Conti. Ook coach Enzo Bearzot nam afscheid en de nieuwe coach moest een nieuwe generatie klaarstomen voor het WK in eigen land.
|                                               |        |                        |                         | |
| 17 juni 1986 «onderlinge duels» 12:00 (UTC−6) | Italië | 0 – 2                  | Frankrijk               | Estadio Olímpico Universitario, Mexico-Stad Toeschouwers: 70.000 Scheidsrechter: Carlos Espósito (ARG) |
| 17 juni 1986 «onderlinge duels» 12:00 (UTC−6) |        | verslag (FIFA) verslag | 15' Platini 57' Stopyra | Estadio Olímpico Universitario, Mexico-Stad Toeschouwers: 70.000 Scheidsrechter: Carlos Espósito (ARG) |

Net als Engeland en Polen had West-Duitsland veel problemen met het defensieve voetbal van Marokko. Uitblinker was de doelman Zaki, die op miraculeuze wijze een kans van Karl-Heinz Rummenigge redde. Lange tijd was dit het enige hoogtepunt van de wedstrijd, totdat Lothar Matthäus Zaki versloeg met een vrije trap, geholpen door een slecht opgestelde Marokkaanse muur.
|                                               |         |                        |                |                                                                                            |
| 17 juni 1986 «onderlinge duels» 16:00 (UTC−6) | Marokko | 0 – 1                  | West-Duitsland | Estadio Universitario, Monterrey Toeschouwers: 19.800 Scheidsrechter: Zoran Petrović (YUG) |
| 17 juni 1986 «onderlinge duels» 16:00 (UTC−6) |         | verslag (FIFA) verslag | 87' Matthäus   | Estadio Universitario, Monterrey Toeschouwers: 19.800 Scheidsrechter: Zoran Petrović (YUG) |

In het begin had Paraguay het beste van het spel en Peter Shilton moest een paar keer goed ingrijpen op inzetten van Cañete. Na een doelpunt van Gary Lineker stortte Paraguay in elkaar en kon Engeland in de tweede helft uitlopen naar 3-0 dankzij Peter Beardsley en opnieuw Gary Lineker.
|                                               |                                |                        |          |                                                                                        |
| 18 juni 1986 «onderlinge duels» 12:00 (UTC−6) | Engeland                       | 3 – 0                  | Paraguay | Aztekenstadion, Mexico-Stad Toeschouwers: 98.728 Scheidsrechter: Jamal Al Sharif (SYR) |
| 18 juni 1986 «onderlinge duels» 12:00 (UTC−6) | Lineker 31', 73' Beardsley 56' | verslag (FIFA) verslag |          | Aztekenstadion, Mexico-Stad Toeschouwers: 98.728 Scheidsrechter: Jamal Al Sharif (SYR) |

De wedstrijd tussen Denemarken en Spanje was een herhaling van de halve finale van het laatste EK, waar Denemarken ongelukkig werd verslagen na strafschoppen. Denemarken kwam op voorsprong, nadat Klaus Berggreen net binnen het strafschopgebied werd gevloerd en Jesper Olsen verzilverde de strafschop koeltjes. Dezelfde Olsen had in de blessuretijd van de eerste helft een black-out, hij leverde de bal zomaar in aan Emilio Butragueño, die meteen scoorde. Denemarken speelde minder dan in de voorronde, vooral het geroemde spitsenduo functioneerde minder: Michael Laudrup was onzichtbaar en de wel goed spelende Preben Elkjær Larsen miste veel kansen. Denemarken was zeker niet minder dan Spanje, maar werd afgetroefd op effectiviteit: Butragueño scoorde nog drie keer en de eindstand werd 5-1 voor Spanje. De smaakmaker van de eerste ronde moest naar huis en Spanje kon zich opmaken voor de kwartfinale tegen België. De Nederlandse scheidsrechter Jan Keizer gaf maar liefst drie strafschoppen. Butragueño was de vijfde speler, die vier doelpunten scoorde in één wedstrijd, de laatste keer was in 1966 (Eusebio).
|                                               |                     |                        |                                                            |                                                                                         |
| 18 juni 1986 «onderlinge duels» 16:00 (UTC−6) | Denemarken          | 1 – 5                  | Spanje                                                     | Estadio La Corregidora, Querétaro Toeschouwers: 38.500 Scheidsrechter: Jan Keizer (NED) |
| 18 juni 1986 «onderlinge duels» 16:00 (UTC−6) | J. Olsen 33' (pen.) | verslag (FIFA) verslag | 43', 56', 80', 88' (pen.) Butragueño 68' (pen.) Goikoetxea | Estadio La Corregidora, Querétaro Toeschouwers: 38.500 Scheidsrechter: Jan Keizer (NED) |

### Kwartfinales
Voor zowel de Franse als de Braziliaanse generatie was dit de laatste kans op de wereldtitel. Het middenveld van Frankrijk was nog steeds sterk, al waren de dertigers Alain Giresse en zelfs Michel Platini aan slijtage onderhevig, bij Brazilië stond alleen Sócrates nog in de basis, Zico kon geen hele wedstrijd spelen en Falcao zat op de tribune. Opvallend was, dat Brazilië verdedigend wel goed in elkaar zat, doelman Carlos had nog geen tegentreffer geïncasseerd, verdediger Júlio César blonk uit en rechtsback Josimar maakte indruk met twee formidabele doelpunten. De wedstrijd begon stormachtig voor Brazilië, Careca maakte een doelpunt na typisch Braziliaans sambavoetbal. Frankrijk kwam terug in de wedstrijd en Michel Platini maakte op zijn 31-ste verjaardag vlak voor rust de gelijkmaker. In de tweede helft bleef het spelpeil hoog en waren er wisselende kansen voor beide teams. De grootste kans was voor Careca, hij kopte op de lat. Opvallend bij Brazilië was dat Socrates het allemaal niet meer zo goed kon bijbenen gedurende de wedstrijd en voorbij werd gestreefd door zijn jongere collega's Elzo en Alemão. In de 71e minuut explodeerde het stadion, Zico mocht invallen. Hij bediende meteen Branco en hij werd getackeld in het strafschopgebied. Opvallend was, dat alle Braziliaanse spelers al bij voorbaat gingen juichen. Socrates en Careca hadden in de vorige wedstrijd een strafschop verzilverd, maar de net ingevallen Zico stond erop, dat hij de bal ging nemen. De 33-jarige Braziliaan miste echter en nu moest er verlengd worden. In de verlenging was de beste kans voor Frankrijk: Yannick Stopyra ging alleen op doelman Carlos af en werd buiten het strafschop onreglementair uit balans gebracht, de scheidsrechter greep niet in en in de tegenaanval van Brazilië werd bijna gescoord. De strafschoppenserie leverde ook veel dramatiek op. Twee zekerheden van beide teams misten: Bats stopte de weer uit stand genomen strafschop van Socrates en Platini schoot huizenhoog over. Er was nog een incident bij de derde strafschop: Bruno Bellone schoot raak, waarbij de bal eerst via de paal werd gestuit en via het hoofd van Carlos erin ging, het protest van Brazilië was tevergeefs. Na Platini's misser kwam het toch nog goed met zijn verjaardag, Julio César miste en Luis Fernández benutte de laatste strafschop. Brazilië kon weer voortijdig naar huis, coach Telê Santana diende zijn ontslag in en Zico, Sócates en Júnior namen afscheid van het internationale voetbal. Opvallend was, dat de jonge verdedigers Júlio César en Josimar ook weinig meer speelden voor de "Seleção". Julio César vertrok na het WK naar de Franse club Stade Brest en groeide uit tot een gerespecteerde verdediger bij Juventus en Borussia Dortmund, een WK zou hij niet meer spelen. Josimar leek een grote belofte te zijn voor de toekomst, maar kon de weelde van het succes niet aan.
|                                               |                                         |                        |                                          |                                                                                   |
| 21 juni 1986 «onderlinge duels» 12:00 (UTC−6) | Brazilië                                | 1 – 1 (n.v.)           | Frankrijk                                | Estadio Jalisco, Guadalajara Toeschouwers: 65.000 Scheidsrechter: Ioan Igna (ROU) |
| 21 juni 1986 «onderlinge duels» 12:00 (UTC−6) | Careca 17'                              | verslag (FIFA) verslag | 40' Platini                              | Estadio Jalisco, Guadalajara Toeschouwers: 65.000 Scheidsrechter: Ioan Igna (ROU) |
| 21 juni 1986 «onderlinge duels» 12:00 (UTC−6) | Strafschoppen                           |                        |                                          | Estadio Jalisco, Guadalajara Toeschouwers: 65.000 Scheidsrechter: Ioan Igna (ROU) |
| 21 juni 1986 «onderlinge duels» 12:00 (UTC−6) | Sócrates Alemão Zico Branco Júlio César | 3–4                    | Stopyra Amoros Bellone Platini Fernández | Estadio Jalisco, Guadalajara Toeschouwers: 65.000 Scheidsrechter: Ioan Igna (ROU) |

De sfeer tussen Mexico en West-Duitsland was grimmig, beide ploegen bezondigden zich aan vele overtredingen. De wedstrijd leek te kantelen, toen Thomas Berthold zich liet provoceren en uit het veld werd gestuurd na een incident met de Mexicaan Quirarte. West-Duitsland wankelde, de Mexicanen kregen kansen, maar doelman Harald Schumacher onderscheidde zich met name op een redding van een schot van Aguirre. Diezelfde Aguire liet zich in het begin van de verlenging ook uit het veld sturen na een botsing met Lothar Matthäus. Het was nu afgelopen met het overwicht van de Mexicanen en de wedstrijd sleepte zich naar strafschoppen. De West-Duitsers schoten alle strafschoppen raak, Schumacher stopte twee strafschoppen en West-Duitsland zat in de halve finale zonder te imponeren.
|                                               |                                   |              |                         |                                                                                        |
| 21 juni 1986 «onderlinge duels» 16:00 (UTC−6) | West-Duitsland                    | 0 – 0 (n.v.) | Mexico                  | Estadio Universitario, Monterrey Toeschouwers: 41.700 Scheidsrechter: Jesús Díaz (COL) |
| 21 juni 1986 «onderlinge duels» 16:00 (UTC−6) | verslag (FIFA) verslag            |              |                         | Estadio Universitario, Monterrey Toeschouwers: 41.700 Scheidsrechter: Jesús Díaz (COL) |
| 21 juni 1986 «onderlinge duels» 16:00 (UTC−6) | Strafschoppen                     |              |                         | Estadio Universitario, Monterrey Toeschouwers: 41.700 Scheidsrechter: Jesús Díaz (COL) |
| 21 juni 1986 «onderlinge duels» 16:00 (UTC−6) | Allofs Brehme Matthäus Littbarski | 4–1          | Negrete Quirarte Servín | Estadio Universitario, Monterrey Toeschouwers: 41.700 Scheidsrechter: Jesús Díaz (COL) |

De derde kwartfinale was de meest beladen van de vier: vier jaar geleden voerden Engeland en Argentinië een oorlog om de Falkland-Eilanden, die gewonnen werd door Engeland. De spanning was groot en dat was vooral te merken in de eerste helft, waarin beide teams heel angstig speelden. Desondanks besloot de FIFA een Tunesische scheidsrechter deze wedstrijd te laten leiden. Het was alleen Diego Maradona, die in staat was iets te forceren, hij was bijna succesvol met een vrije trap en zijn rushes waren moeilijk te verdedigen. Bobby Robson gebruikte de tactiek om via zone-dekking Maradona te bestrijden, hetgeen niet altijd werkte. Bovendien kreeg zijn meest vaste bewaker Terry Fenwick al na negen minuten een gele kaart. In de tweede helft gebeurden twee contrasterende momenten, die dit matige duel zo gedenkwaardig maakten: Maradona dribbelde in het Engelse doelgebied, alsof er niemand stond en sprong samen met de Engelse doelman Peter Shilton in de lucht, waarbij de Argentijn de bal met de hand het doel in werkte. De scheidsrechter keurde het doelpunt goed, terwijl iedereen in het stadion al vermoedde, dat er iets niet klopte. Na de wedstrijd verklaarde Maradona dat dit "de hand van God" was. Enkele minuten later maakte hij zijn mooiste doelpunt van het toernooi. Hij begon met een solo vanaf zijn eigen helft, kapte twee Engelsen uit, schakelde ook een derde en een vierde Engelsman uit, omspeelde de doelman en rondde zelf af. Daarna begon Engeland eindelijk te voetballen en Robson zette John Barnes in. Barnes maakte een mooie actie en gaf een voorzet, waaruit de voor de rest onzichtbare Gary Lineker scoorde. Vlak daarna schoot de Argentijnse invaller Tapia op de paal na weer een dribbel van Maradona en was Lineker bijna succesvol na weer een dribbel van Barnes. Na de wedstrijd kwam het nooit meer goed tussen Engeland en Argentinië vanwege het eerste doelpunt van Maradona en was een wedstrijd tussen beiden beladen en werd er nooit meer vriendschappelijk tegen elkaar gespeeld. Engeland zag zichzelf als slachtoffer, maar er was ook kritiek vanwege het late inbrengen van Barnes.
|                                               |                   |                        |             |                                                                                        |
| 22 juni 1986 «onderlinge duels» 12:00 (UTC−6) | Argentinië        | 2 – 1                  | Engeland    | Aztekenstadion, Mexico-Stad Toeschouwers: 114.580 Scheidsrechter: Ali Bin Nasser (TUN) |
| 22 juni 1986 «onderlinge duels» 12:00 (UTC−6) | Maradona 51', 55' | verslag (FIFA) verslag | 81' Lineker | Aztekenstadion, Mexico-Stad Toeschouwers: 114.580 Scheidsrechter: Ali Bin Nasser (TUN) |

België nam in de 35e minuut de leiding na een rake kopbal van Jan Ceulemans uit een voorzet van Frank Vercauteren. België was lange tijd de betere ploeg en had de wedstrijd kunnen beslissen via kansen van Danny Veyt en Jan Ceulemans. Diep in de tweede helft gaf Spanje gas, maar Jean-Marie Pfaff was niet te passeren, totdat invaller Seňor Pfaff met een afstandsschot verraste. In de verlengingen konden beide partijen geen vuist meer maken en moesten strafschoppen de beslissing brengen. Eloy miste als enige een strafschop, waardoor Leo Van Der Elst België naar een onverwacht succes kon schieten: de halve finale.
|                                               |                                     |                        |                                              |                                                                                          |
| 22 juni 1986 «onderlinge duels» 16:00 (UTC−6) | Spanje                              | 1 – 1 (n.v.)           | België                                       | Estadio Cuauhtémoc, Puebla Toeschouwers: 45.000 Scheidsrechter: Siegfried Kirschen (GDR) |
| 22 juni 1986 «onderlinge duels» 16:00 (UTC−6) | Señor 85'                           | verslag (FIFA) verslag | 35' Ceulemans                                | Estadio Cuauhtémoc, Puebla Toeschouwers: 45.000 Scheidsrechter: Siegfried Kirschen (GDR) |
| 22 juni 1986 «onderlinge duels» 16:00 (UTC−6) | Strafschoppen                       |                        |                                              | Estadio Cuauhtémoc, Puebla Toeschouwers: 45.000 Scheidsrechter: Siegfried Kirschen (GDR) |
| 22 juni 1986 «onderlinge duels» 16:00 (UTC−6) | Señor Eloy Chendo Butragueño Víctor | 4–5                    | Claesen Scifo Broos Vervoort L. Van Der Elst | Estadio Cuauhtémoc, Puebla Toeschouwers: 45.000 Scheidsrechter: Siegfried Kirschen (GDR) |

### Halve finale
De halve finale tussen West-Duitsland en Frankrijk was een herhaling van de thriller van 1982, toen Frankrijk na een dramatische wedstrijd verloor. Deze editie was minder spannend en werd beslist door de twee doelmannen: de Franse doelman Joël Bats blunderde na negen minuten bij een vrije trap van Andreas Brehme, waardoor de Duitsers hun favoriete spelletje konden spelen, afwachten. Frankrijk viel wanhopig aan, maar Harald Schumacher was niet te passeren en Maxime Bossis miste een kans voor open doel. De Fransen speelden ook veel minder dan tegen Italië en Brazilië, waarbij het opvallend was, dat Michel Platini niet meer vertrouwde op zijn spits en ook in de spits ging spelen, waardoor het spel nog gehaaster werd. Het slotoffensief mislukte, waardoor invaller Rudi Völler vrij kon scoren: 2-0. Net als bij Italië en Brazilië nam een hele generatie Fransen, waaronder Platini en Giresse, na of vlak na het WK afscheid van het internationale voetbal. Het zo geprezen Franse middenveld viel uit elkaar. Ook voor een Duitse generatie was het de laatste kans op een wereldtitel: Rummenigge, Briegel, Karlheinz Förster en Schumacher bepaalden het gezicht van het Duitse voetbal al jaren en zouden na dit WK afscheid nemen.
|                                               |           |                        |                      |                                                                                       |
| 25 juni 1986 «onderlinge duels» 12:00 (UTC−6) | Frankrijk | 0 – 2                  | West-Duitsland       | Estadio Jalisco, Guadalajara Toeschouwers: 45.000 Scheidsrechter: Luigi Agnolin (ITA) |
| 25 juni 1986 «onderlinge duels» 12:00 (UTC−6) |           | verslag (FIFA) verslag | 9' Brehme 89' Völler | Estadio Jalisco, Guadalajara Toeschouwers: 45.000 Scheidsrechter: Luigi Agnolin (ITA) |

België besloot net als Engeland het gevaar Diego Maradona via zone-dekking te bestrijden. Het hielp niet, want Maradona was in de eerste helft al ongrijpbaar met als hoogtepunt een bal op de lat, waarbij Jorge Valdano de bal met de hand scoorde. Nu werd het doelpunt wel afgekeurd. België deed in de eerste helft aardig mee en had pech met buitenspelsituaties; zo werd Danny Veyt, die alleen op de Argentijnse keeper kon afstormen, in de 38e minuut onterecht afgevlagd. In de tweede helft maakte Diego Maradona twee doelpunten, eerst via een mooie ingeving, daarna via een solo waarbij de hele Belgische verdediging werd weggespeeld. De wedstrijd was gespeeld, maar Maradona bleef zich onderscheiden met opnieuw een solo en een perfecte voorzet naar Valdano, die voor een leeg doel faalde. Zelden had een speler zoveel invloed op een ploeg als ´Pluisje´.
|                                               |                   |                        |        |                                                                                                 |
| 25 juni 1986 «onderlinge duels» 16:00 (UTC−6) | Argentinië        | 2 – 0                  | België | Aztekenstadion, Mexico-Stad Toeschouwers: 114.500 Scheidsrechter: Antonio Márquez Ramírez (MEX) |
| 25 juni 1986 «onderlinge duels» 16:00 (UTC−6) | Maradona 51', 63' | verslag (FIFA) verslag |        | Aztekenstadion, Mexico-Stad Toeschouwers: 114.500 Scheidsrechter: Antonio Márquez Ramírez (MEX) |

### Troostfinale
|                                               |                           |                        |                                                        |                                                                                       |
| 28 juni 1986 «onderlinge duels» 12:00 (UTC−6) | België                    | 2 – 4 (n.v.)           | Frankrijk                                              | Estadio Cuauhtémoc, Puebla Toeschouwers: 21.000 Scheidsrechter: George Courtney (ENG) |
| 28 juni 1986 «onderlinge duels» 12:00 (UTC−6) | Ceulemans 11' Claesen 73' | verslag (FIFA) verslag | 27' Ferreri 43' Papin 104' Genghini 111' (pen.) Amoros | Estadio Cuauhtémoc, Puebla Toeschouwers: 21.000 Scheidsrechter: George Courtney (ENG) |

### Finale
|                                               |                                      |                        |                           |                                                                                              |
| 29 juni 1986 «onderlinge duels» 12:00 (UTC−6) | Argentinië                           | 3 – 2                  | West-Duitsland            | Aztekenstadion, Mexico-Stad Toeschouwers: 114.600 Scheidsrechter: Romualdo Arppi Filho (BRA) |
| 29 juni 1986 «onderlinge duels» 12:00 (UTC−6) | Brown 23' Valdano 56' Burruchaga 84' | verslag (FIFA) verslag | 74' Rummenigge 81' Völler | Aztekenstadion, Mexico-Stad Toeschouwers: 114.600 Scheidsrechter: Romualdo Arppi Filho (BRA) |

| Wereldkampioen 1986     |
| ----------------------- |
|                         |
| ARGENTINIË Tweede titel |

| Gouden schoen: | Gouden Bal:    | Fair Play Award: |
| -------------- | -------------- | ---------------- |
| Gary Lineker   | Diego Maradona | Brazilië         |

## Toernooiranglijst
| Plaats                              | Land           | Groep | GW | Win | Gel | Ver | DV | DT | +/− | Pnt |
| ----------------------------------- | -------------- | ----- | -- | --- | --- | --- | -- | -- | --- | --- |
| 1                                   | Argentinië     | A     | 7  | 6   | 1   | 0   | 14 | 5  | +9  | 13  |
| 2                                   | West-Duitsland | E     | 7  | 3   | 2   | 2   | 8  | 7  | +1  | 8   |
| 3                                   | Frankrijk      | C     | 7  | 4   | 2   | 1   | 12 | 6  | +6  | 10  |
| 4                                   | België         | B     | 7  | 2   | 2   | 3   | 12 | 15 | −3  | 6   |
| Uitgeschakeld in de Kwartfinales    |                |       |    |     |     |     |    |    |     |     |
| 5                                   | Brazilië       | D     | 5  | 4   | 1   | 0   | 10 | 1  | +9  | 9   |
| 6                                   | Mexico         | B     | 5  | 3   | 2   | 0   | 6  | 2  | +4  | 8   |
| 7                                   | Spanje         | D     | 5  | 3   | 1   | 1   | 11 | 4  | +7  | 7   |
| 8                                   | Engeland       | F     | 5  | 2   | 1   | 2   | 7  | 3  | +4  | 5   |
| Uitgeschakeld in de Achtste finales |                |       |    |     |     |     |    |    |     |     |
| 9                                   | Denemarken     | E     | 4  | 3   | 0   | 1   | 10 | 6  | +4  | 6   |
| 10                                  | Sovjet-Unie    | C     | 4  | 2   | 1   | 1   | 12 | 5  | +7  | 5   |
| 11                                  | Marokko        | F     | 4  | 1   | 2   | 1   | 3  | 2  | +1  | 4   |
| 12                                  | Italië         | A     | 4  | 1   | 2   | 1   | 5  | 6  | −1  | 4   |
| 13                                  | Paraguay       | B     | 4  | 1   | 2   | 1   | 4  | 6  | −2  | 4   |
| 14                                  | Polen          | F     | 4  | 1   | 1   | 2   | 1  | 7  | −6  | 3   |
| 15                                  | Bulgarije      | A     | 4  | 0   | 2   | 2   | 2  | 6  | −4  | 2   |
| 16                                  | Uruguay        | E     | 4  | 0   | 2   | 2   | 2  | 8  | −6  | 2   |
| Uitgeschakeld in de groepsfase      |                |       |    |     |     |     |    |    |     |     |
| 17                                  | Portugal       | F     | 3  | 1   | 0   | 2   | 2  | 4  | −2  | 2   |
| 18                                  | Hongarije      | C     | 3  | 1   | 0   | 2   | 2  | 9  | −7  | 2   |
| 19                                  | Schotland      | E     | 3  | 0   | 1   | 2   | 1  | 3  | −2  | 1   |
| 20                                  | Zuid-Korea     | A     | 3  | 0   | 1   | 2   | 4  | 7  | −3  | 1   |
| 21                                  | Noord-Ierland  | D     | 3  | 0   | 1   | 2   | 2  | 6  | −4  | 1   |
| 22                                  | Algerije       | D     | 3  | 0   | 1   | 2   | 1  | 5  | −4  | 1   |
| 23                                  | Irak           | B     | 3  | 0   | 0   | 3   | 1  | 4  | −3  | 0   |
| 24                                  | Canada         | C     | 3  | 0   | 0   | 3   | 0  | 5  | −5  | 0   |

## Statistieken

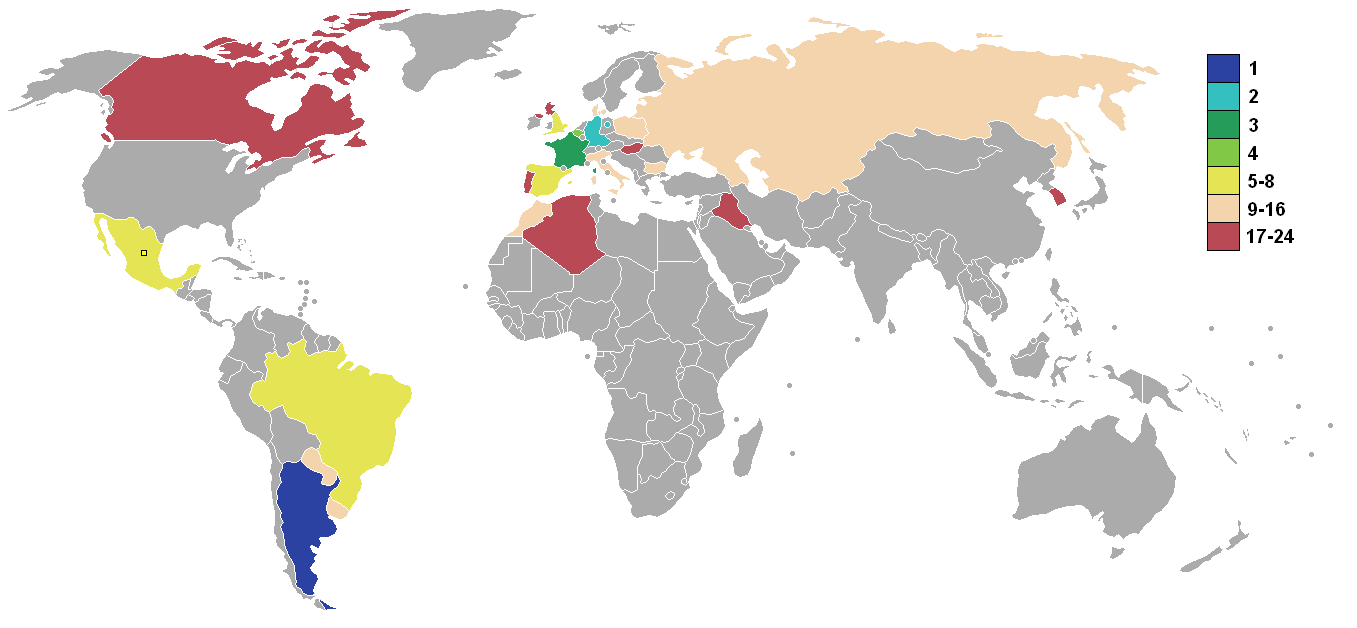
Deelnemende landen

| Aantal wedstrijden               | 52        |
| Totaal aantal doelpunten         | 132       |
| Eigen doelpunten                 | 1         |
| Aantal rode kaarten              | 8         |
| Aantal gele kaarten              | 136       |
| Doelpuntgemiddelde per wedstrijd | 2,54      |
| Toeschouwerstotaal               | 2.407.431 |
| Toeschouwersgemiddelde           | 46.297    |

## Doelpuntenmakers
6 doelpunten
- Gary Lineker

5 doelpunten
- Diego Maradona
- Careca
- Emilio Butragueño

4 doelpunten
- Jorge Valdano
- Preben Elkjær Larsen
- Alessandro Altobelli
- Ihor Bjelanov

3 doelpunten
- Jan Ceulemans
- Nico Claesen
- Jesper Olsen
- Rudi Völler

2 doelpunten
- Jorge Burruchaga
- Enzo Scifo
- Josimar
- Sócrates
- Jean-Pierre Papin
- Michel Platini
- Yannick Stopyra
- Fernando Quirarte
- Abderrazak Khairi
- Roberto Cabañas
- Julio César Romero
- Ramón Calderé
- Klaus Allofs

1 doelpunt
- Djamel Zidane
- José Luis Brown
- Pedro Pasculli
- Oscar Ruggeri
- Stéphane Demol
- Erwin Vandenbergh
- Frank Vercauteren
- Danny Veyt
- Edinho
- Plamen Getov
- Nasko Sirakov
- John Eriksen
- Michael Laudrup
- Søren Lerby
- Peter Beardsley
- Manuel Amoros
- Luis Fernández
- Jean-Marc Ferreri
- Bernard Genghini
- Dominique Rocheteau
- Jean Tigana
- Lajos Détári
- Márton Esterházy
- Ahmed Radhi
- Luis Flores
- Manuel Negrete
- Hugo Sánchez
- Raúl Servín
- Abdelkrim Merry
- Colin Clarke
- Norman Whiteside
- Włodzimierz Smolarek
- Carlos Manuel
- Diamantino
- Gordon Strachan
- Choi Soon-ho
- Huh Jung-moo
- Kim Jong-boo
- Park Chang-sun
- Sergej Alejnikov
- Oleh Blochin
- Vasili Rats
- Sergej Rodionov
- Pavel Jakovenko
- Ivan Jaremtsjoek
- Oleksandr Zavarov
- Eloy
- Andoni Goikoetxea
- Julio Salinas
- Juan Antonio Señor
- Antonio Alzamendi
- Enzo Francescoli
- Andreas Brehme
- Lothar Matthäus
- Karl-Heinz Rummenigge

eigen doelpunten
- László Dajka (tegen Sovjet-Unie)
- Cho Kwang-rae (tegen Italië)

Estadio Azteca (Mexico-Stad) · Estadio Olímpico Universitario (Mexico-Stad) · Estadio Universitario (San Nicolás de los Garza) · Estadio Tecnológico (Monterrey) · Estadio Jalisco (Guadalajara) · Estadio Tres de Marzo (Guadalajara) · Estadio Cuauhtémoc (Puebla) · Estadio Nemesio Díez (Toluca) · Estadio Nou Camp (León) · Estadio Sergio León Chávez (Irapuato) · Estadio La Corregidora (Querétaro) · Estadio Neza 86 (Nezahualcóyotl)